# ソルソゴン州

ソルソゴン州

ソルソゴン州（ソルソゴンしゅう、Province of Sorsogon）は、フィリピン北部ルソン島最南端ビコル地方（Bicol Region, Region V）に属す州。州都はソルソゴン市（Sorsogon City）である。面積は2,141.4km2、人口は6792,949人（2015年）。

## 地理
北部はアルバイ州と陸地で接し、西部にティカオ海峡を挟んでマスバテ州、南部にサンベルナルディーノ海峡を挟んで東ビサヤ地方の北サマル州と海上で隣接している。東部はフィリピン海が広がっている。州の中央にはソルソゴン湾がある。ブルサン山を擁す。

## 交通

### フェリー
- マトノグ（英語版）（ソルソゴン州） - アレン（英語版）（北サマル州）間